# تیره اوروند

اوَروَند یکی از تیره‌های شناخته‌شدهٔ دودمان «موری» در قوم بختیاری است که در دسته‌ی بختیاری‌های هفت‌لنگ قرار دارد. این تیره نیز، همچون دیگر مردم بختیاری در گذشته، به کوچ‌نشینی بین خوزستان و چهارمحال و بختیاری می‌پرداخته است.

## جایگاه در تقسیمات قومی
دودمان موری که از شاخه‌های اصلی باب دورکی در قوم بختیاری به‌شمار می‌آید، خود به دو زیرشاخه تقسیم می‌شود:
- بوری باب: شامل تیره‌های علیجانوند، بوری، گورداگونی، کرتلایی
- بردنی باب: شامل تیره‌های حسن‌وند، غریب‌وند، اوَروند، عبدِه‌وَند، عیدی‌وند، قاسمعلی‌وَند، کریم‌وَند و ...

## نمودار کلی از تیره اوروند

دودمان تیره موری-اوروند

## جغرافیای تاریخی
به جز خانواده هایی از تیره اوروند که از ابتدای قرن بیستم (در حدود سالهای ۱۲۵۰ تا ۱۲۸۰ خورشیدی)، به یکجانشینی رو آورده و به شهرهای بزرگتر مهاجرت کردند، قلمرو کوچنشینی این تیره، از گذشته تا به امروز، از محدوده‌ی سرسبز و کوهستانی بازفت در چهارمحال و بختیاری (برای فصل گرما)، تا شمال خوزستان، یعنی اندیکا و شیمبار، و روستایی به نام چال کُنار (برای فصل سرما) بوده و می‌باشد.

## سکونت امروزی
با دگرگونی شهرها و سبک زندگی عشایر و سکونت تدریجی آنها، امروزه بسیاری از خانواده های اوروند در مناطق مختلفی، شهرنشین شده اند. از جمله:
- در خوزستان: اهواز، مسجدسلیمان، لالی، اندیکا و ایذه
- در چهارمحال و بختیاری: بازفت و کوهرنگ
- در قسمت های مختلف از استان اصفهان

## زبان و فرهنگ
این مردم نیز، همچون همه‌ی خانواده‌های بختیاری، به زبان لری بختیاری سخن می‌گویند و دارای فرهنگ شفاهی پُربار، موسیقی بومی، برگزاری آیین‌های سنتی و نقش‌آفرینی در سیاست و اجتماع منطقه هستند.

## آیین‌ها و مراسم
تیره‌ی اوروند، در مراسم و مناسبت‌های قومی مانند عروسی‌های سنتی، سوگواری‌ها، و آیین‌های مذهبی، نقش فعالی ایفا می‌کنند. این تیره به‌واسطهٔ وابستگی به طایفهٔ موری، در بسیاری از آیین‌های سنتی و فرهنگی قوم بختیاری، حضور چشم‌گیر دارد.

## افراد برجسته
- پروفسور جمشید موری اوروند، استاد ریاضی[۱۱][۱۲]
- پروفسور رحیم تفضلی اوروند، دانشمند و پژوهشگر در زمینه فناوری‌های ارتباطات دیجیتالی[۱۳][۱۴][۱۵]